# Daniła Kozłowski
Daniła Walerjewicz Kozłowski (ros. Дани́ла Вале́рьевич Козло́вский, ur. 3 maja 1985 w Moskwie) – rosyjski aktor teatralny i filmowy, reżyser, scenarzysta i producent. Laureat najważniejszych nagród rosyjskiego świata filmowego („Złotego Orła”, „Nike”, „Złotej Maski”), „Zasłużony Artysta Federacji Rosyjskiej”.

## Życiorys

### Wczesne lata

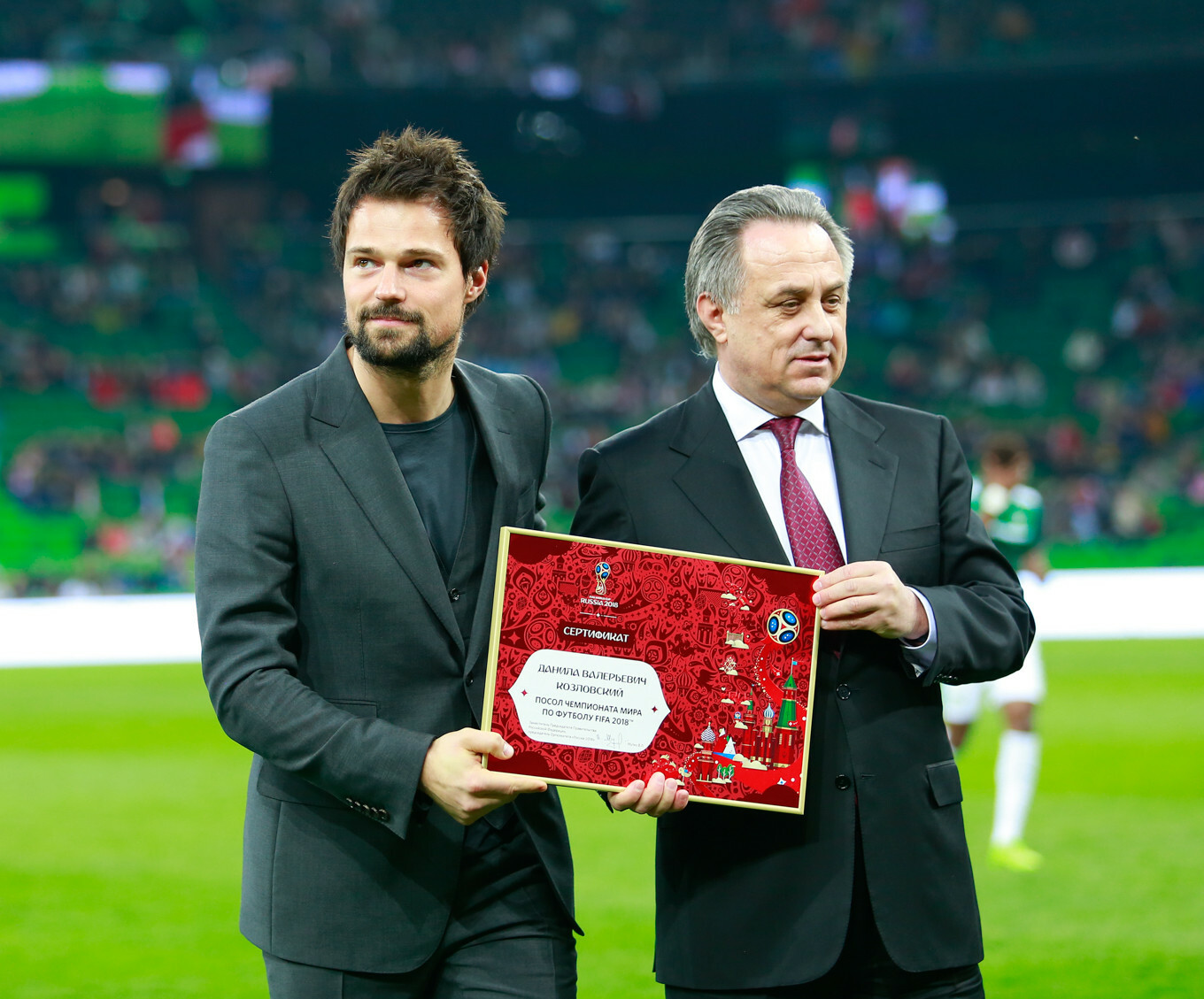
Daniła Kozłowski i prezes Rosyjskiego Związku Piłki Nożnej (RFS) Witalij Mutko podczas uroczystego wręczenia Kozłowskiemu nominacji "oficjalnego ambasadora" piłkarskich mistrzostw świata w 2018 roku w Rosji

Daniła Kozłowski urodził się w Moskwie, w rodzinie profesora filozofii, wykładowcy Moskiewskiego Państwowego Instytutu Kultury – Walerija Kozłowskiego i Nadieżdy Zwienigordoskiej – aktorki teatralnej, która wraz z urodzeniem trzeciego dziecka porzuciła aktorstwo i poświęciła się rodzinie. Rodzice Daniły rozwiedli się gdy był dzieckiem.
Był uczniem szkoły baletowej. W 2002 roku, po ukończeniu morskiego korpusu kadetów w Kronsztadzie, rozpoczął studia na wydziale sztuki aktorskiej i reżyserii Rosyjskiego Państwowego Instytutu Sztuk Scenicznych w Sankt Petersburgu. Po jego ukończeniu w 2007 roku, został aktorem petersburskiego Małego Teatru Dramatycznego (MDT) na którego deskach występuje po dziś dzień (2018).     

### Kariera
Jako aktor debiutował już podczas nauki w korpusie morskim epizodami w serialach TV. W 2014 roku, rolą w filmie Akademia wampirów miał miejsce jego "hollywoodzki" debiut. W 2016 debiutował jako producent filmem Pawła Ruminowa pt. Status: Swobodien (zagrał w nim również główną rolę) oraz jako scenarzysta (wespół z Olgą Zujewą, nie wymieniony w napisach) filmem Na rajonie (premiera 2018 rok). Również w 2016 roku rozpoczął prace nad filmem Trener (premiera w 2018), w którym połączył wszystkie swoje filmowe aspiracje: napisał do niego scenariusz, był jego producentem i reżyserem oraz zagrał w nim główną rolę. Zwieńczeniem bardzo udanego dla aktora roku 2016, była pierwsza pozycja w rankingu "aktor roku" przeprowadzonym przez Wszechrosyjskie Centrum Badania Opinii Publicznej (WCIOM).  
Wyrazem nietuzinkowych artystycznych fascynacji Kozłowskiego był solowy spektakl koncertowy z 2015 roku pt. Bolszaja mieczta obyknowiennogo cziełowieka (Wielkie marzenie zwykłego człowieka), prezentowany na deskach renomowanych teatrów: Bolszoj w Moskwie i Aleksandrowskiego w St. Petersburgu. Z akompaniamentem orkiestry aktor zaśpiewał w nim słynne przeboje amerykańskich jazzmanów lat 30.-50. XX wieku: Franka Sinatry, Tonyego Bennetta, Deana Martina, Natana Kinga Cole.
W marcu 2017 aktor otworzył w Moskwie swoją własną (100% udziałów) wytwórnię filmową pod nazwą "DK Entertainment". Również w marcu 2017 roku Kozłowski został mianowany "Oficjalnym Posłem" piłkarskich mistrzostw świata w 2018 roku w Rosji.  

## Życie prywatne

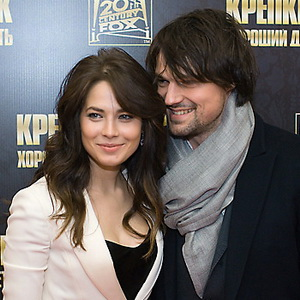
Daniła Kozłowski z Julja Snigir´ – swoją partnerką życiową lat 2013–2014

W 2008 roku zawarł związek małżeński z polską aktorką (partnerką sceniczną z Małego Teatru Dramatycznego w Petersburgu) Urszulą Malką, z którą rozstał się w 2011 roku bez oficjalnego rozwodu. Później, według rosyjskiej prasy bulwarowej, pozostawał w nieformalnych związkach z modelkami i aktorkami: Julją Snigir´ (od 2013 do 2014) i Olgą Zujewą (od 2015).
Ma dwóch braci – Igora i Iwana.

### Działalność charytatywna
Aktor jest zaangażowany w działalność charytatywną na rzecz walki z autyzmem oraz pomocy dzieciom cierpiącym na pęcherzowe oddzielanie się naskórka.

## Twórczość

### Role teatralne
Mały Teatr Dramatyczny w St. Petersburgu
- 2007 – Król Lear (Edgar)
- 2007 – Kaprys (Barkałow)
- 2007 – Warszawska melodia (Wiktor)
- 2009 – Władca much (Ralph)
- 2010 – Lorenzaccio (Lorenzo)
- 2012 – Intryga i miłość (Ferdynand)
- 2014 – Wiśniowy sad (kupiec Łopachin)
- 2016 – Hamlet (Hamlet)

### Filmografia
Aktor

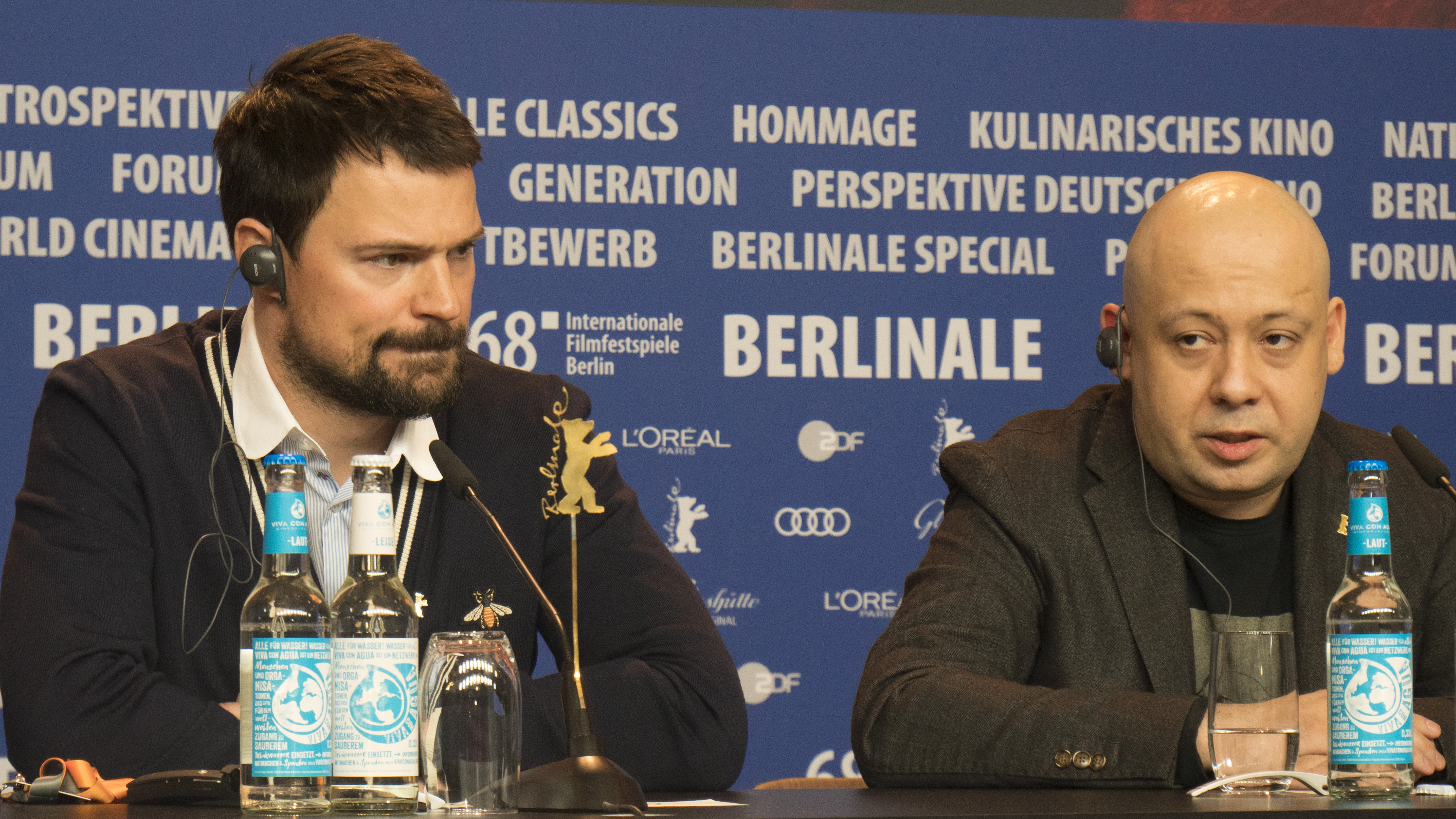
Kozłowski i Aleksiej German młodszy na konferencji prasowej po premierze filmu Dowłatow (2018) na 68. MFF w Berlinie

- 1999 – Prostyje istiny (Denis – chłopak-chuligan z VI A)
- 2004 – Sissi – zbuntowana cesarzowa (młody Franciszek Józef)
- 2005 – Garpastum (Nikołaj)
- 2008 – Jesteśmy z przyszłości (Borman)
- 2009 – Wesołkowie (Lusia, Dima)
- 2010 – Moskwo, kocham Cię (taksówkarz)
- 2011 – Miszen (Mitia)
- 2011 – Rasputin (wlk. ks. Dymitr)
- 2011 – Pięć narzeczonych (Aleksiej "Liocha" Piotrowicz Kawierin – lotnik)
- 2012 – Gulf Stream pod górą lodową (Ari Brylski)
- 2012 – Szpieg (Jegor-oficer NKWD)
- 2012 – Dukhless (Maks)
- 2013 – Legenda 17 (Walerij Charłamow)
- 2013 – Rasputin (wlk. ks. Dymitr)
- 2014 – Dubrowski (Dubrowski)
- 2014 – Akademia wampirów (Dymitr Bielikow)
- 2015 – Dukhless 2 (Maks)
- 2016 – Status: Swobodien (Nikita Kolesnikow)
- 2016 – Hardcore Henry (Akan)
- 2016 – Piątek (Bondar)
- 2016 – Załoga (pilot Guszczyn)
- 2016 – Wiking (Włodzimierz I Wielki)
- 2017 – Matylda (hr. Woroncow)
- 2018 – McMafia (Miszyn)
- 2018 – Wikingowie (Oleg Mądry)
- 2018 – Dowłatow (Dawid)
- 2018 – Trener (Jurij Stolesznikow)
- 2018 – Karamora (Karamora)
- 2018 – Na rajonie (Andriej Kisin)

Reżyser
- 2018 – Trener

Scenarzysta
- 2018 – Na rajonie (wespół z Olgą Zujewą)
- 2018 – Trener

Producent
- 2016 – Status: Swobodien
- 2018 – Trener
- 2018 – Na rajonie

## Ważniejsze nagrody i wyróżnienia

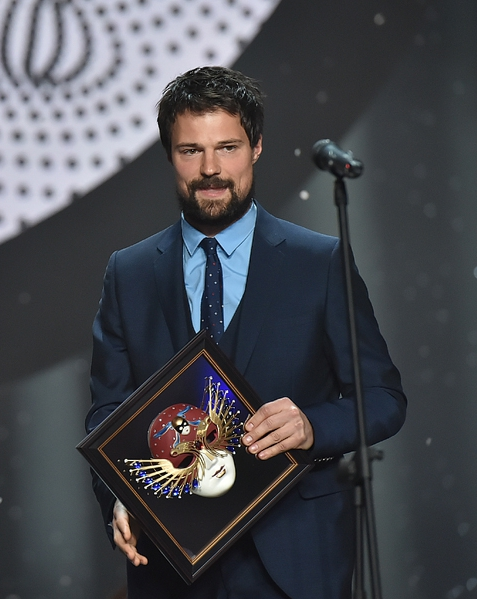
Daniła Kozłowski podczas uroczystego wręczania nagrody "Złotej Maski", 2017

- 2005 – "Biały Słoń" (nagroda Gildii Filmoznawców i Krytyków Filmowych Rosji) za najlepszą rolę męską w filmie Garpastum[18].
- 2006 – "Złoty Reflektor" nagroda w kategorii "najlepszy debiut" za rolę w przedstawieniu Król Lear na deskach petersburskiego Małego Teatru Dramatycznego[19].
- 2008 – nagroda w kategorii "najlepsza, główna rola męska" na XVI Festiwalu Aktorów Filmowych w Twerze za film Jesteśmy z przyszłości[20].
- 2013 – "Złoty Orzeł" w kategorii "najlepsza, męska rola filmowa" za rolę Maksa w filmie Dukhless[21].
- 2013 – nominacja do nagrody "Nike" w kategorii "najlepsza, męska rola filmowa" za rolę Maksa w filmie Dukhless[22].
- 2014 – nominacja do nagrody "Złoty Orzeł" w kategorii "najlepsza, męska rola filmowa" za rolę Walerija Charłamowa w filmie Legenda 17[23].
- 2014 – nagroda im. Andrieja Mironowa "Figaro" – "za doskonałe wykonanie ról na scenie dramatycznej"[24].
- 2014 – nagroda "Twórcze Odkrycie" im. Olega Jankowskiego – "za najbardziej zauważalne twórcze osiągnięcia roku w teatrze, kinie, muzyce i innych dziedzinach sztuki"[25].
- 2014 – nagroda im. K. S. Stanisławskiego na XIX Międzynarodowym Teatralnym Festiwalu "Sezon Stanisławskiego" z nominacji "mistrzostwo aktora" za rolę Łopachina w spektaklu Wiśniowy sad na deskach petersburskiego Małego Teatru Dramatycznego[26].
- 2016 – nagroda "Nike" w kategorii "najlepsza, męska rola filmowa" za rolę Maksa w filmie Dukhless 2[27].
- 2016 – laureat XIV edycji telewizyjnej nagrody "Muz-TV 2016. Energija buduszczego!" w kategorii "najlepszy pokaz koncertowy" za spektakl koncertowy Bolszaja mieczta obyknowiennogo czełowieka[28].
- 2017 – nominacja do nagrody "Złoty Orzeł" w kategorii "najlepsza, męska rola filmowa" za rolę pilota Guszczyna w filmie Załoga[29].
- 2017 – "Złota Maska" za sezon 2015–2016 w kategorii "najlepsza rola męska" w konkursie spektakli teatrów dramatycznych za rolę Hamleta w petersburskim Małym Teatrze Dramatycznym[30].